# アルトー・ビーツ
アルトー・ビーツ（The Artaud Beats）は、ジョン・グリーヴス（ベース、ボーカル）、クリス・カトラー（ドラム）、ジェフ・リー（ソプラノ・サックス、フルート、ボーカル、電子機器）という、以前はヘンリー・カウに所属したメンバーと、ユミ・ハラ・コークウェル（ピアノ、ボーカル）で構成されたプログレッシブ・ロック・バンドである。
ヘンリー・カウの有名な楽曲「Living In The Heart Of The Beast」からアルトー・ビーツ（The Artaud Beats）と名付けられた。

## 略歴
コークウェルとリーは、一緒にアルバム『Upstream』をリリースし、2009年にアヴァンギャルド・フェスティバル（ドイツ、シップホルスト）で演奏するためにブッキングされ、以前に日本をツアーしたこともあった。カトラーとグリーヴスはどちらも同じフェスティバルに参加し、ピーター・ブレグヴァド・トリオやダグマー・クラウゼと共演した。しかして、4人はコークウェルとリーの出演枠にて、ヘンリー・カウの一部的な再結成ではなくノット・ヘンリー・カウという名義で即興のセットを一緒に演奏することに決めた。
彼らはアルトー・ビーツという名前を採用してバンドとなり、2011年にノドゥガング・フェスティバル（Nødutgangfestivalenではない）で演奏し、2012年6月に10日間の日本ツアーでも演奏を行った。2013年には14回にわたるコンサートのため日本に戻ってきた。2014年、彼らは東京で開催された最初のロック・イン・オポジション・フェスティバルや、英国ブライトン近郊のニューヘヴンで行われたフォート・プロセス実験音楽フェスティバルで演奏した。CD『ロゴス』は2015年にリリースされ、パリでプレゼンテーション・コンサートを行った。

## ディスコグラフィ

### アルバム
- 『ロゴス』 - Logos (2015年、Bonobo's Ark Records: BAR004)[3][4]